# 九七式挎斗摩托车
九七式挎斗摩托车（九三式側車付自動二輪車）是第二次世界大战期间日本陸王内燃機関株式会社生产的三轮挎斗摩托车。共计生产了18000辆。

## 历史
1931年九一八事变后，美国、英国制裁对日出口军用装备。日本军部引导下，三共制药通过增资（主要资金来源于日军）向美国哈雷戴维森购买全套的生产图纸和设备，以及足够生产190台整车的套件，仿制了民用二轮摩托车“陆王”。并基于原型“陆王”增加“边斗”研制军用挎斗摩托车。日军要求军用型摩托禁止使用任何进口部件，尤其是发动机缸体、活塞以及传动链条必须为自产。1937年（昭和 12 年）10月定型。长宽高2870*1780*1400mm，轴距1550mm，离地间隙100mm。自重近410kg，满载3人和武器辎重时，最大行驶距离为180km。制动开关布置在左侧握把，控制全车3条车轮。旋转右侧握把为油门开关。一台VL1200型号的V型双缸发动机，V型风冷散热，4冲程12气门结构。发动机排量为1207.56ml，缸径冲程（mm）为86.97A.6，压缩比为4.5:1，发动机最大功率21kW/3500r/min，最大扭矩为63Nm/2500r/min。左右2个油箱可容纳16L，润滑油携带量5L。
与原型“陆王”相比，其主要外部特征是增加了离地间隙，以便能够在崎岖的道路上行驶。就功能而言，最重要的特点是两轮驱动，不仅驱动主车（摩托车本身），还驱动边车的车轮，以提高其越野性能。沿着边车一侧的后车架安装了一根横轴来驱动侧轮。也可拆掉边车，作为二轮摩托车使用。前车轮拆卸可直接安装到后驱动轮，只需要通过6条螺栓固定，轮毂法兰和后传动主齿轮即可。全尺寸备胎在货斗后固定。货斗外形呈船型，配备向前翻倒的货斗风挡玻璃。
该车在中国抗日战争、诺门坎事件、太平洋战争等广泛用于通信、侦察和运输。

## 流行文化

### 電子遊戲
- 《應徵入伍》